# Plymouth Valiant
La Plymouth Valiant est un modèle automobile commercialisé par la division Plymouth de la marque américaine Chrysler Corporation de 1960 à 1976. Elle apparaît pour la première fois en 1959 sous le nom de Valiant. Elle a été créée pour donner à l'entreprise une entrée dans le marché des voitures compactes alors émergeant à la fin des années 1950. La Valiant a également été construite et commercialisée, sans la marque Plymouth, dans le monde entier dans des pays comme l'Argentine, l'Australie, le Brésil, le Canada, la Finlande, le Mexique, la Nouvelle-Zélande, l'Afrique du Sud, la Suède et la Suisse, ainsi que dans d'autres pays d'Amérique du Sud et d'Europe occidentale. Elle est devenue bien connue pour son excellente durabilité et sa fiabilité et a été l'une des automobiles les plus vendues par Chrysler dans les années 1960 et 1970, contribuant ainsi à maintenir la solvabilité de l'entreprise pendant un ralentissement économique.
Le magazine américain Road & Track considérait la Valiant comme « l'une des meilleures voitures tout public pour une utilisation multi-usages » (« one of the best all-around domestic cars »).

## Première génération (1960-1962)

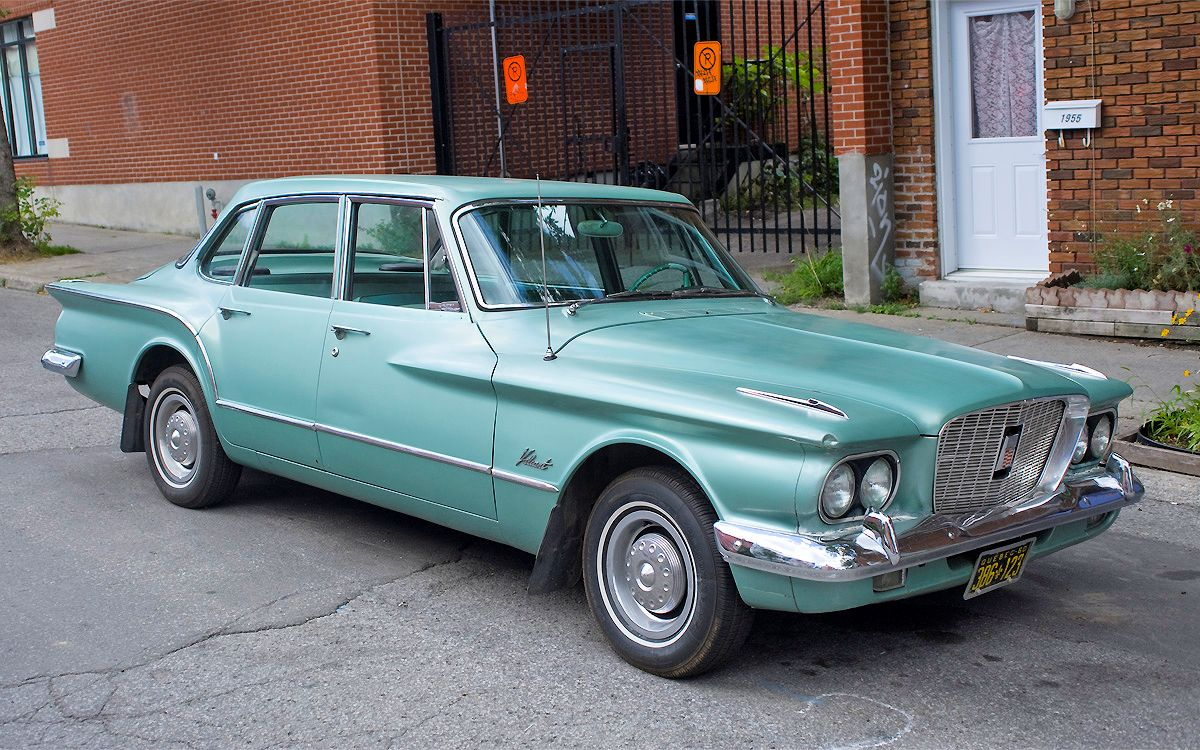
Plymouth Valiant 4 portes de 1960.

En mai 1957, le président de Chrysler, Lester Lum "Tex" Colbert a créé un comité pour développer un modèle concurrent dans le marché des voitures compactes en plein essor qui comprenait la populaire VW Beetle, la nouvelle Rambler d'Americain Motors et les modèles à venir de GM, Ford et Studebaker. Dessinée par Virgil Exner, cette voiture légère et de taille moyenne sans sacrifier l'espace pour les passagers et les bagages offre tout le confort dont a besoin la famille moyenne. Initialement nommé « Falcon » d'après le concept-car Chrysler Falcon d'Exner de 1955, le véhicule a été rebaptisé « Valiant » (ce qui signifie « avoir ou faire preuve de courage ou de bravoure ») honorant la demande d'Henry Ford II d'utiliser le nom pour la Ford Falcon. La Première génération du modèle Valiant fut présentée à Londres en octobre 1959 à l'occasion du 44ème Salon de l'automobile de Londres. Elle a été présentée comme un modèle de 1960 et était officiellement considérée comme une marque distincte, annoncée avec le slogan « Nobody's kid brother, this one stands on its own four tires. ». Pour l'année modèle 1961, la Valiant a été classée comme modèle Plymouth. La Dodge Lancer 1961-1962 était essentiellement une Valiant rebadgée avec des détails de finition et de style différents. Pour l'année modèle 1962, la Valiant est revenue sans la marque Plymouth, mais n'a été vendue que chez Plymouth Chrysler, Chrysler Dodge ou chez les rares concessionnaires autonomes de Plymouth. Pour l'année modèle 1964 et au-delà, la voiture a été vendue aux États-Unis uniquement sous Plymouth Valiant.
Dotée de quatre portes (excepté le modèle 1961-1962, qui n'en possédera que deux), d'un assez bon design et d'aménagements intérieur sophistiqués, la Valiant se veut être la voiture de la décennie[réf. nécessaire].
La configuration de la Valiant était moins radicale que la compacte Chevrolet Corvair de General Motors, qui avait un moteur refroidi par air monté à l'arrière, mais était considérée comme plus audacieuse sur le plan esthétique que les également nouvelles compactes Ford Falcon et Studebaker Lark, qui avaient un look plus conventionnel ; la Valiant arborait un design radical qui poursuivait le style « Forward Look » (Regard vers l'Avant) d'Exner avec « des lignes épurées et nettes qui s'étendent vers l'avant en forme de fléchette ou de coin ». L'apparence affleurante était une caractéristique reprise des concept-cars D'Elegance et Adventure construits par Chrysler Ghia, qui donnaient également au Valiant des pouces supplémentaires d'espace intérieur. Le style de la Valiant était nouveau, avec cependant des éléments de conception spécifiques qui le liaient à d'autres produits contemporains de Chrysler, tels que les ailerons inclinés surmontés de feux arrière en forme d'œil de chat et la roue de secours « Continental » simulée enfoncée dans le couvercle du coffre qui étaient thématiquement similaires à l'Impérial et la 300F. Selon Exner, le design des roues estampées a été utilisé non seulement pour établir une identité avec les autres Chrysler, mais aussi pour « habiller la zone du pont arrière sans nuire à l'apparence du mouvement dirigé vers l'avant ».
Sur un point de vue technique, la Valiant est propulsée par un tout nouveau moteur six-cylindres en ligne à soupapes en tête, le fameux six cylindres inclinés. De 170 cubic inches (2,8 litres) (LG Slant-6 L6), ou de 225 ci (3,7 litres) (RG Slant-6 L6). Ses cylindres en ligne étaient inclinés de manière unique de 30° vers la droite (côté passager), permettant une ligne de capot plus basse. La pompe à eau a été déplacée de l'avant vers le côté, raccourcissant ainsi la longueur du moteur. Et un collecteur d'admission efficace à canal individuel à longue branche a été installé, une avancée qui a bénéficié du travail pionnier de Chrysler dans le domaine des admissions réglées. Le six cylindres incliné produisait à la fois plus de puissance et une meilleure économie que les six cylindres droits similaires fabriqués aux États-Unis, et il acquit rapidement une réputation de fiabilité. L'ingénieur de projet Willem Weertman et son équipe avaient conçu un moteur simple mais robuste, depuis son vilebrequin forgé à quatre manetons jusqu'à son système de soupapes « mécaniques » simplifiés. Les pièces moulées du bloc et de la culasse étaient inhabituellement épaisses car les deux étaient destinées à être coulées en fer ou en aluminium avec le même outillage. Bien que les techniques de moulage en volume de l'époque ne permettaient pas encore de produire de manière fiable des pièces moulées de culasse complexes en aluminium, plus de 50 000 blocs d'aluminium moulé sous pression du moteur de 3,7 L (225 pouces cubes) ont été produits entre la fin de 1961 et le début de 1963 et vendus en tant qu'options payantes.
La Valiant de 1960 illustre le leadership de Chrysler dans le domaine du moulage sous pression d'aluminium. Alors que le bloc moteur six cylindres incliné en aluminium n'est entré en production qu'en 1961, la fonderie de Kokomo, dans l'Indiana, a déjà produit un certain nombre d'autres pièces en aluminium pour la Valiant de 1960, toutes contribuant à réduire le poids total de la voiture. Le modèle de 1960 contenait jusqu'à 60 lb (27 kg) d'aluminium sous forme structurelle et décorative, la majorité du matériau étant utilisée sous forme moulée comme pièces de châssis. Ces pièces comprenaient la pompe à huile, la pompe à eau, le boîtier de l'alternateur, l'Hyper-Pak (voir ci-dessous) et les collecteurs d'admission de production standard, le tout nouveau carter de transmission automatique Torqueflite A-904 et la queue de boîte, ainsi que de nombreuses autres petites pièces. Ces pièces en fonte d'aluminium étaient environ 60 % plus légères que les pièces correspondantes en fonte. Une pièce en fonte d'aluminium présentait l'avantage d'une épaisseur de section réduite là où la résistance n'était pas une considération vitale. L'épaisseur de section des pièces en fonte était souvent dictée par les pratiques de moulage, qui nécessitaient au moins 3⁄16 po (4,8 mm) pour garantir de bonnes pièces moulées. Les pièces décoratives extérieures estampées en aluminium étaient plus légères que les pièces moulées en zinc chromé similaires. La calandre entière et la moulure environnante du Valiant ne pesaient que 3 lb (1,4 kg). Si ce même assemblage avait été fabriqué en zinc moulé sous pression, comme l'étaient de nombreuses grilles de l'époque, il aurait pesé environ 13 lb (5,9 kg). On estime que 102 lb (46 kg), soit environ 4 % du poids total d'expédition d'un Valiant, ont été économisés grâce aux 60 lb (27 kg) de pièces en aluminium.
La plate-forme Chrysler A des Valiant était de construction monocoque (non utilisée par la Chrysler Corporation depuis les modèles Airflow des années 1930) plutôt que la construction carrosserie sur châssis. Au lieu d'une structure avant boulonnée utilisée dans d'autres conceptions monocoques, la Valiant a incorporé une sous-structure avant soudée et une tôle avant sous contraintes. Les ailes avant et arrière, le plancher et le toit ont contribué à la rigidité de la carrosserie. Une comparaison d'empattement unitaire a montré que la Valiant était à 95% plus rigide en torsion et 50% plus rigide dans la poutre qu'une Plymouth de 1959 avec une construction à châssis séparé. Des tests dynamiques ont montré que des fréquences de résonance structurelle élevées ont été atteintes, indiquant un plus grande amortissement et des secousses de carrosserie réduites.
La suspension avant consistait en des triangles de suspensions de longueur inégale avec des barres de torsion, tandis que la suspension arrière utilisait un essieu rigide soutenu par des ressorts à lames asymétriques. Chrysler a utilisé cette conception à travers toute la production des modèles Valiant et d'autres modèles à structure A-body, avec des révisions des composants de suspension eux-mêmes pour les modèles de 1962, 1967, 1968 et 1973.

### Hyper-Pak
Le directeur de la planification des produits de Plymouth, Jack Charipar, a donné l'impulsion pour une version de course de stock-car de la Valiant, tandis que les ingénieurs de Chrysler développe l'option Hyper-Pak pour la route. Le kit Hyper-Pak a été mis à disposition chez les concessionnaires en quantités limitées le premier décembre 1959. Les caractéristiques comprenaient 207 N⋅m de couple, un rapport de compression augmenté 10,5:1 (contre 8,5:1 pour le moteur de série), deux tuyaux d'échappement sur un seul silencieux, un starter manuel et un réservoir de carburant plus grand de 15 galons (57 L). Dick Maxwell, un ingénieur de Chrysler responsable de nombreux super stock Mopars, se souvient que "Lorsque NASCAR a décidé de courir une course sur route compacte en collaboration avec le Daytona 500 de 1960, toutes les usines ont été impliquées. Nous avons construit une flotte de sept Valiant Hyper Pak avec 148 chevaux 170-Ci [Slant-6] ayant un seul [carburateur] quatre corps avec collecteur ram." Les Hyper-Paks de course comportaient également des ressorts de soupape à haute charge et longue durée ainsi qu'un arbre à cames à haut débit.
La nouvelle catégorie de voitures compactes de NASCAR a fait ses débuts au Daytona International Speedway le 31 janvier 1960. La première des deux courses a été un parcours routier, qui a utilisé une portion de 1,5 milles (2,4 km) du tri-ovale à virages relevés avec une route torsadée à l'intérieur torsadé pour une distance de tour de 3,81 milles (6,13 km). La longueur de la course était de 10 tours, 38,1 milles (61,3 km). Avec une vitesse moyenne de 88,134 mph (141,838 km/h), Marvin Panch a conduit son Hyper-Pak à la première place; tous les Hyper-Pak ont balayé le terrain en prenant les sept premières places. La deuxième course de la journée n'utilisait que la piste tri-ovale, 20 tours sur sa longueur complète de 2,5 mi (4,0 km) totalisant 50 mi (80 km). Un accident impliquant plusieurs voitures lors du quatrième tour a retiré les quatre Valiant leaders, dont une conduite par Richard Petty. Panch n'était pas parmi eux parce qu'un problème de voiture a retardé son départ et il était occupé à doubler des voitures plus lentes de l'arrière du terrain lorsque les leaders se sont écrasés. Après le redémarrage, Panch atteint la première place et y est resté, avec une vitesse moyenne de 122,282 mph (196,794 km/h). Les Valiant restantes se sont classés 1-2-3 et Panch est de nouveau entré dans le cercle des vainqueurs. Maxwell se souvient encore que "C'était une piste de Plymouth. Nous avons terminé premier jusqu'au septième. Nos voitures étaient si rapides, NASCAR n'a plus jamais fait cette course."

### Break
Les breaks Valiant avaient un espace de chargement de 72,3 pieds cubes (2,0 m3) mais nécessitaient deux pieds d'espace de stationnement de moins qu'une Plymouth full-size. Un coffre à bagages verrouillable sur les modèles à deux banquettes comprenait l'utilisation de pneus « Captive-Aire » (run flat). Le compartiment, situé dans le pont de chargement, servait d'espace de stockage de roue de secours pour les modèles équipés de pneus standards, auquel cas le verrou était facultatif. Les pneus Captive-Aire, qui ne nécessitaient pas de roue de secours, étaient un équipement standard sur les modèles à trois banquettes. Une moustiquaire de hayon en aluminium était disponible pour exclure les insectes lors des vacances et des voyages de camping.
Le break à quatre portes, assemblé uniquement à l'usine principale Dodge de Hamtramck, était disponible en versions V100 et V200 en configurations à deux et trois banquettes ; la troisième banquette faisait face à l'arrière. Les deux modèles étaient les breaks à quatre portes les moins chers d'Amérique. Le modèle à deux banquettes coûtait 60 $ de moins que les breaks Studebaker Lark et Nash Rambler à quatre portes, et le modèle à trois banquettes coûtait 186 $ de moins que la Rambler à quatre portes.

### Évolutions esthétiques et mécaniques
Les Valiant de première génération, bien que vendues pendant trois années modèles, existaient dans quatre configurations distinctes : début 1960, fin 1960, 1961 et 1962. Le modèle de base, la V100 recevait une ornementation relativement minime.

#### 1960
Les modèles du début des années 1960, en particulier les voitures V200 haut de gamme, présentaient de nombreux chromes et ornements. Une lance chromée de 8 po (20 cm) au-dessus de chaque aile avant, un anneau intérieur en plus de l'extérieur sur l'estampillage de la roue de secours du couvercle du coffre, une plaque signalétique « V200 » sur le tableau de bord et des enjoliveurs de joint de pare-brise et de rétroéclairage en acier inoxydable, qui ont été supprimés de la production, remplacés par des enjoliveurs en plastique flexibles à face en mylar chromé moins coûteux, vers janvier 1960. Les premières et dernières V200 avaient une ligne de baguettes continues en acier inoxydable qui suivait le pli de l'aileron arrière, descendait devant la roue arrière, puis continuait vers l'avant le long de la ligne de rupture inférieure des deux portes et de l'aile avant. La calandre estampée était en aluminium anodisé brillant et avec une insigne en son centre qui faisait office de déverrouillage du capot. Une inscription « Valiant » a été placée au centre du couvercle de la roue de secours du coffre et sur chaque aile avant.
Au cours de l'année modèle 1960, des révisions ont été apportées pour améliorer la lubrification des deux bielles arrière, la fonction du régulateur de tension, le démarrage et le ralenti à froid, l'accélération et pour éviter la rupture des goujons de montage des collecteurs avant et arrière.

## Deuxième génération (1963-1966)
La deuxième génération de Valiant est assez différente de la première : légèrement plus petite, elle est bien accueillie par le public. Les ventes se feront plus nombreuses en 1963. Le modèle est disponible en différentes versions : en deux ou quatre-portes, et avec un moteur LG Slant-6 L6 ou LA V8.
(en option).

## Troisième génération (1967-1973)
La nouvelle génération est complètement distincte des deux premières. En effet, le design a été complètement redessiné. Le moteur 170 ci, jugé trop anémique, est remplacé par le 198 ci (3,2 litres). Le moteur V8 est amélioré (318 ci au lieu de 273 ci). La Valiant rejette également moins d'émissions en conformité avec les mesures du Clean Air Act.

## Quatrième génération (1974-1976)
La dernière génération est bien différente de ses sœurs. La Valiant est alourdie, le moteur renforcé et son aspect est totalement renouvelé. Les commandes sont nouvelles et assez modernes pour l'époque.

## Dans la culture populaire
On retrouve la Valiant en rouge orangé de troisième génération dans le film Duel de Steven Spielberg sorti en 1971, conduite par le personnage principal David Mann (joué par Dennis Weaver).
On retrouve aussi la Plymouth Valiant peinte en Rose conduite par Homer Simpson dans la série "Les Simpson".

## Galerie

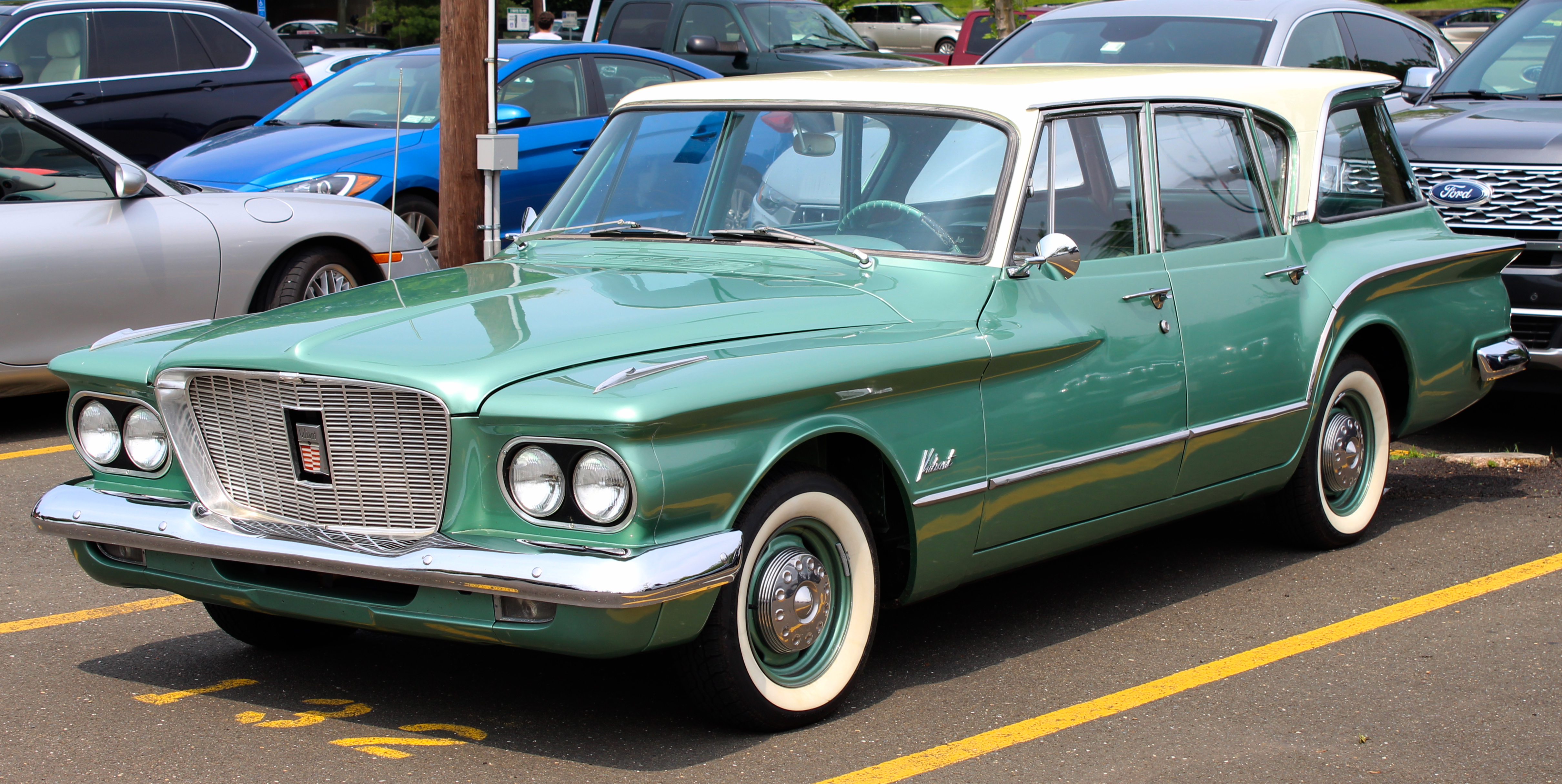
Plymouth Valiant V-200 Suburban 1960
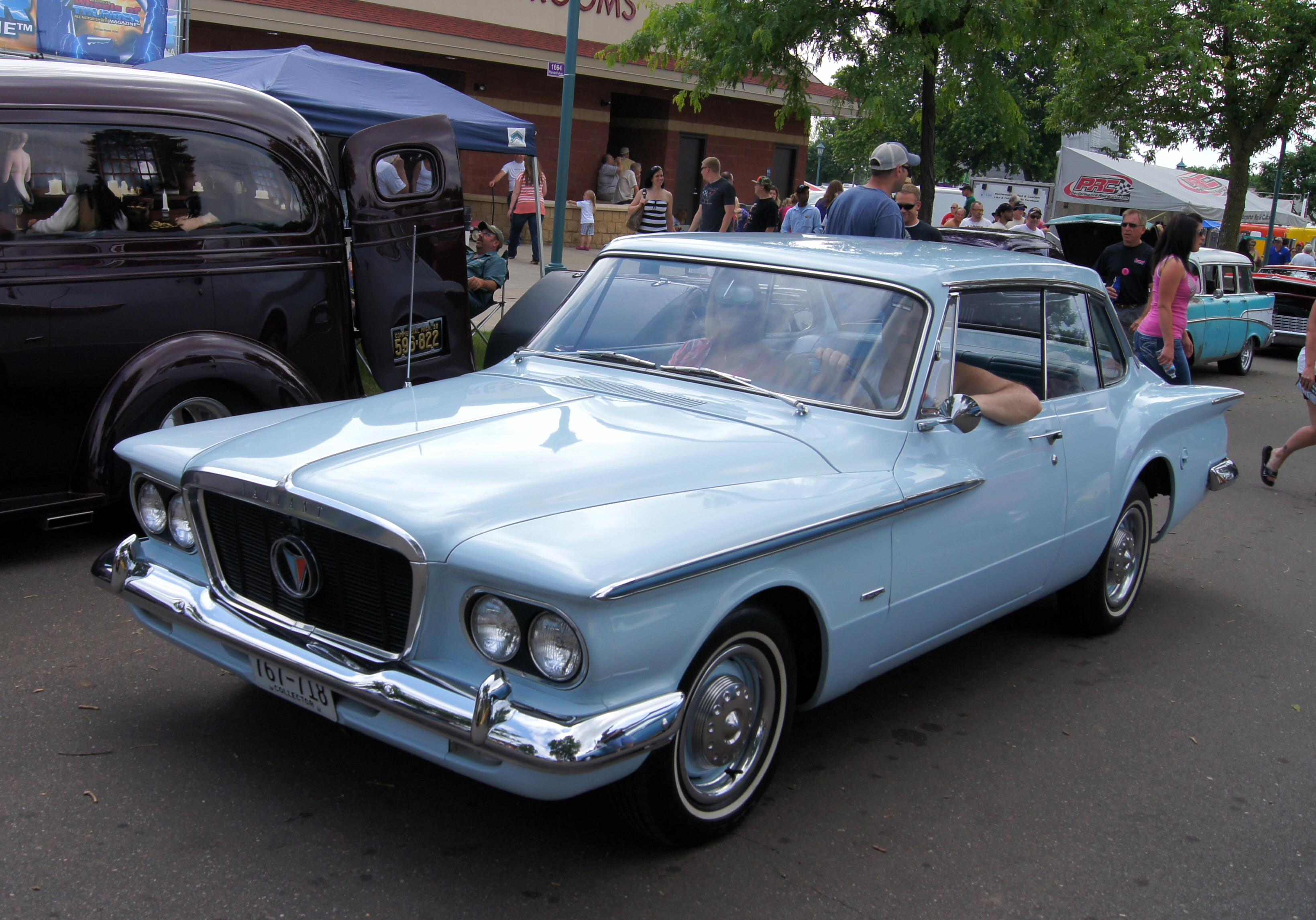
Plymouth Valiant Signet 200 de 1962
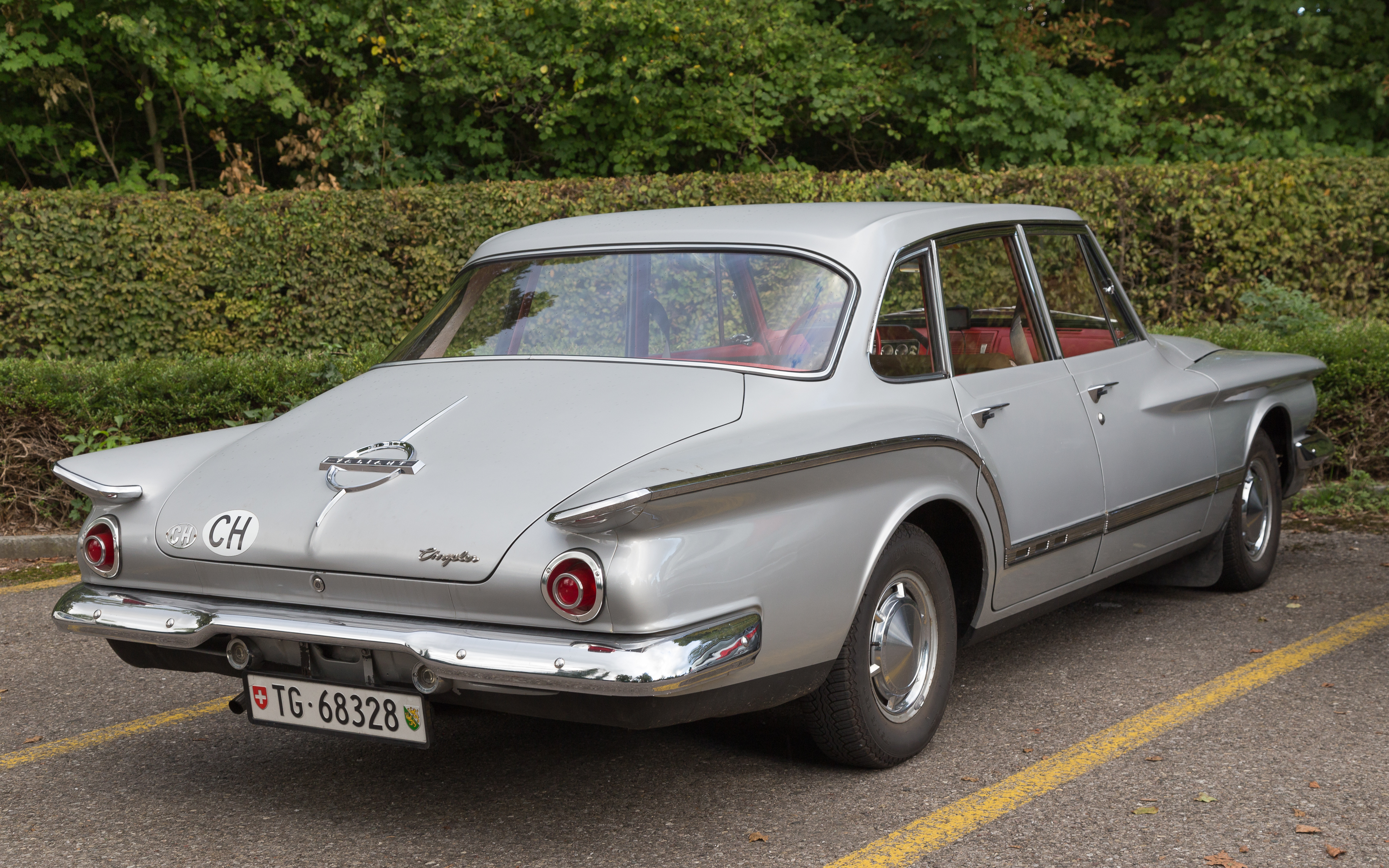
Plymouth/Chrysler Valiant Montage Suisse.
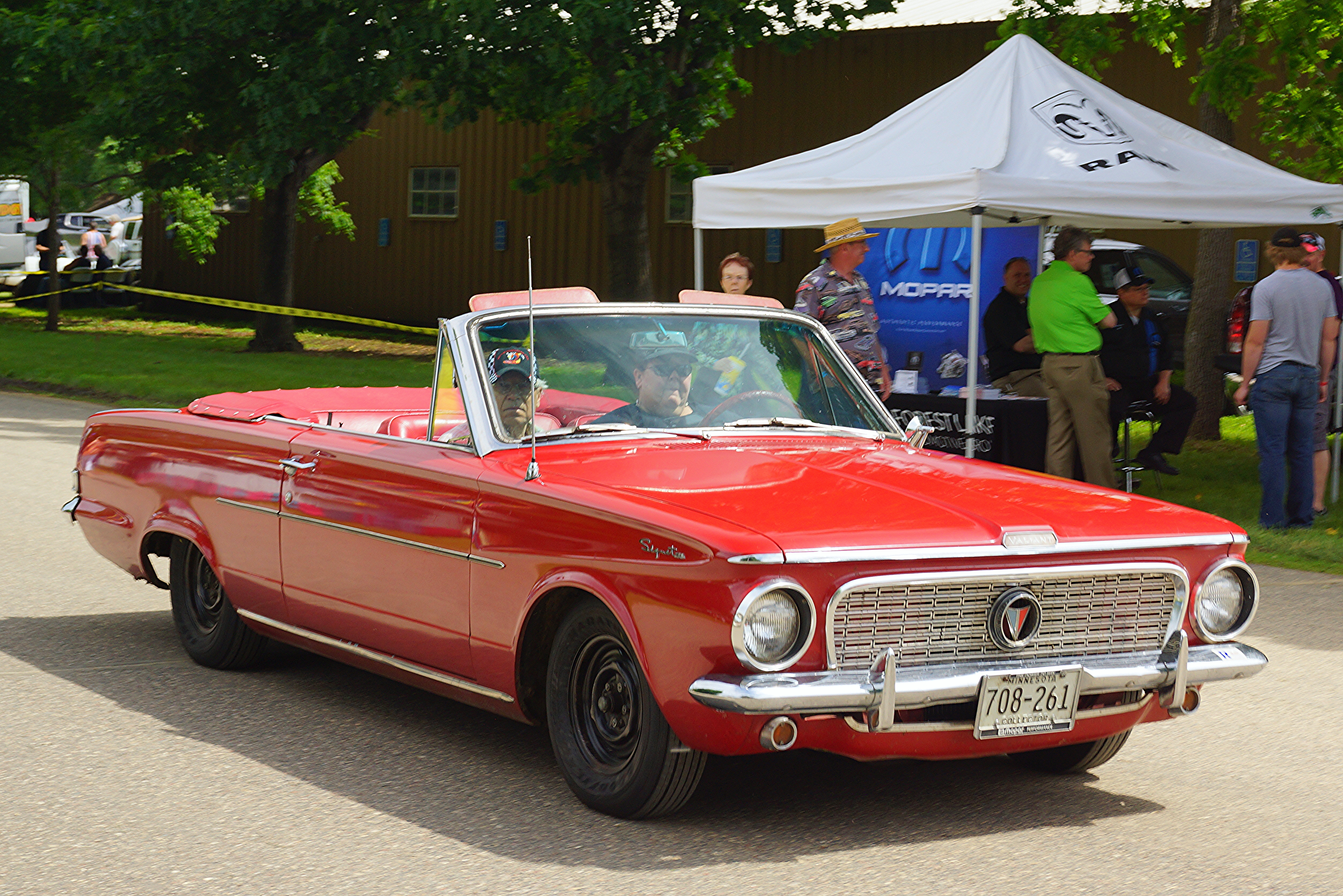
Plymouth Valiant Signet Convertible 1963 (2nde génération)
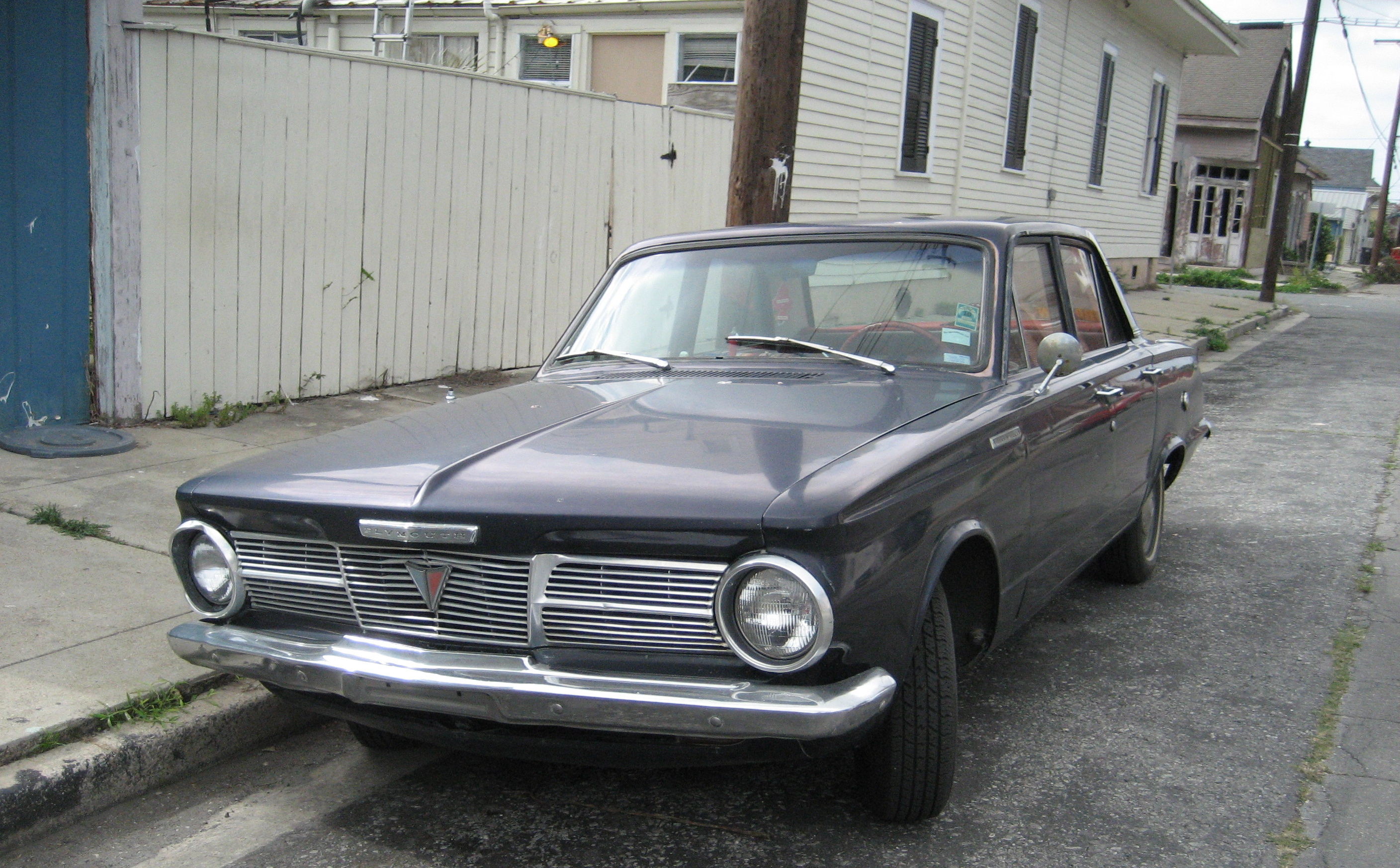
Plymouth Valiant 1965 deuxième génération.
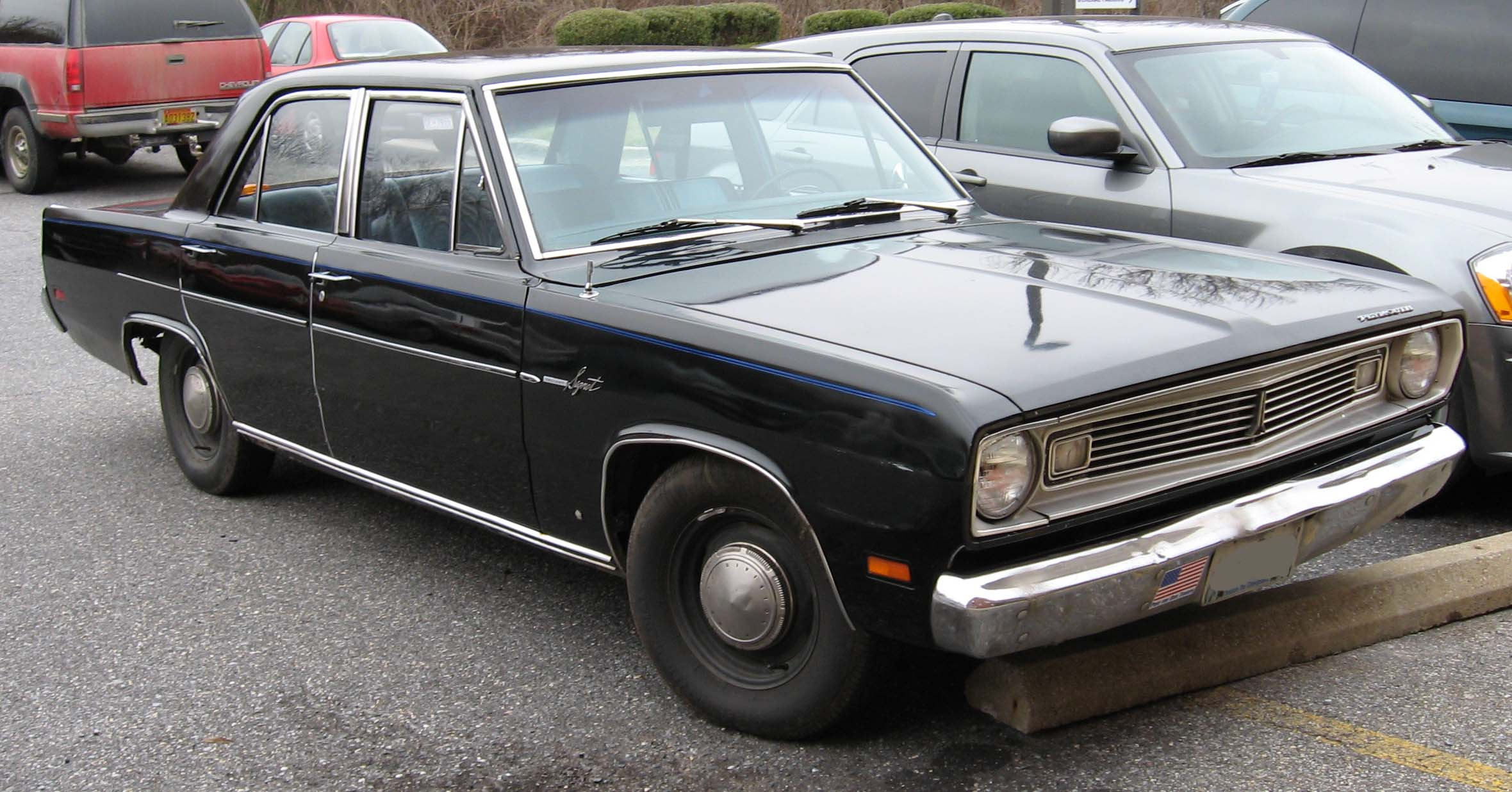
Plymouth Valiant 1969 troisième génération.
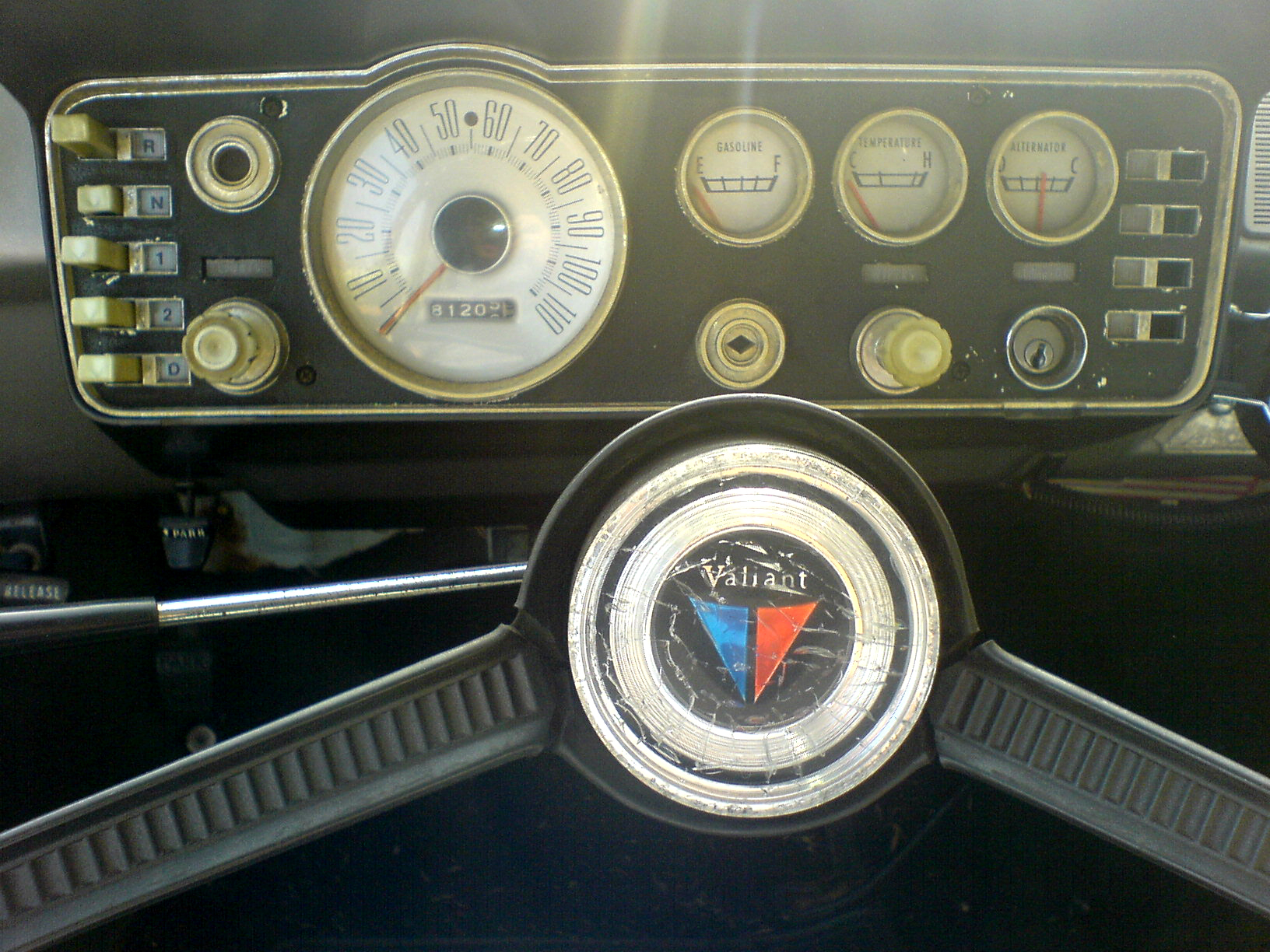
Tableau de bord et instruments.
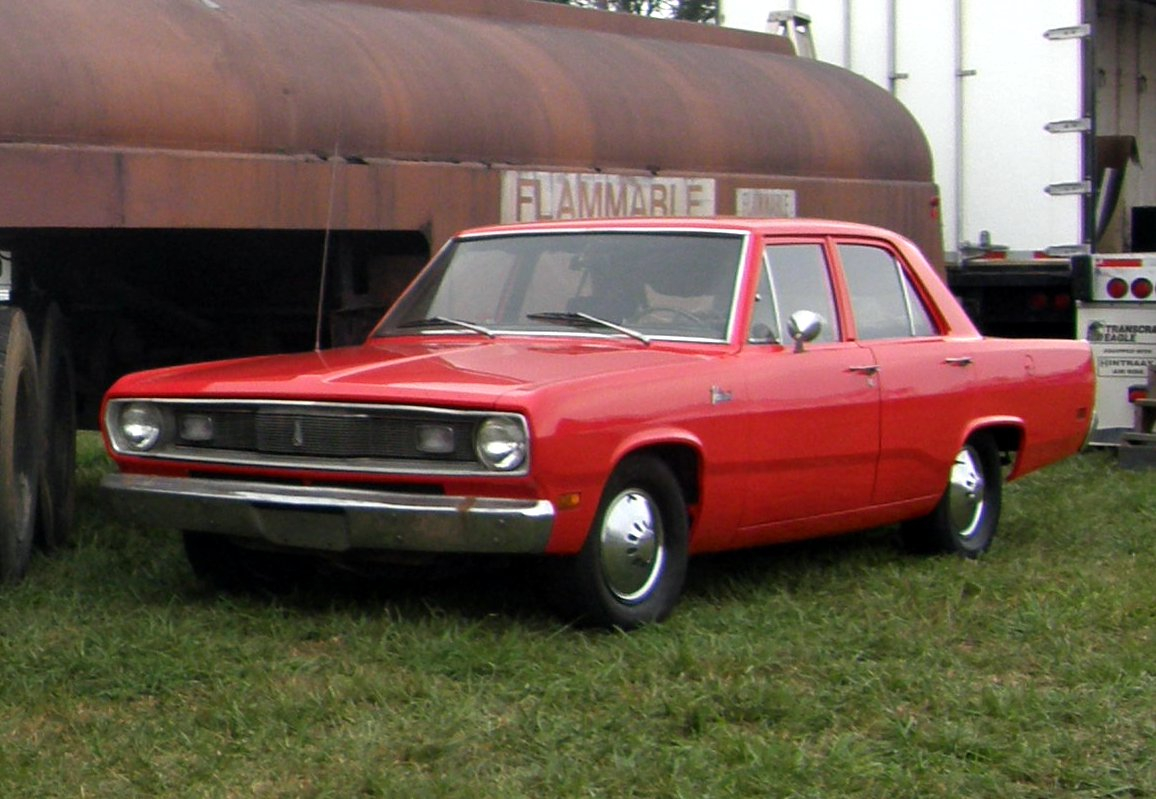
Valiant berline rouge 1970 troisième génération du film "Duel"
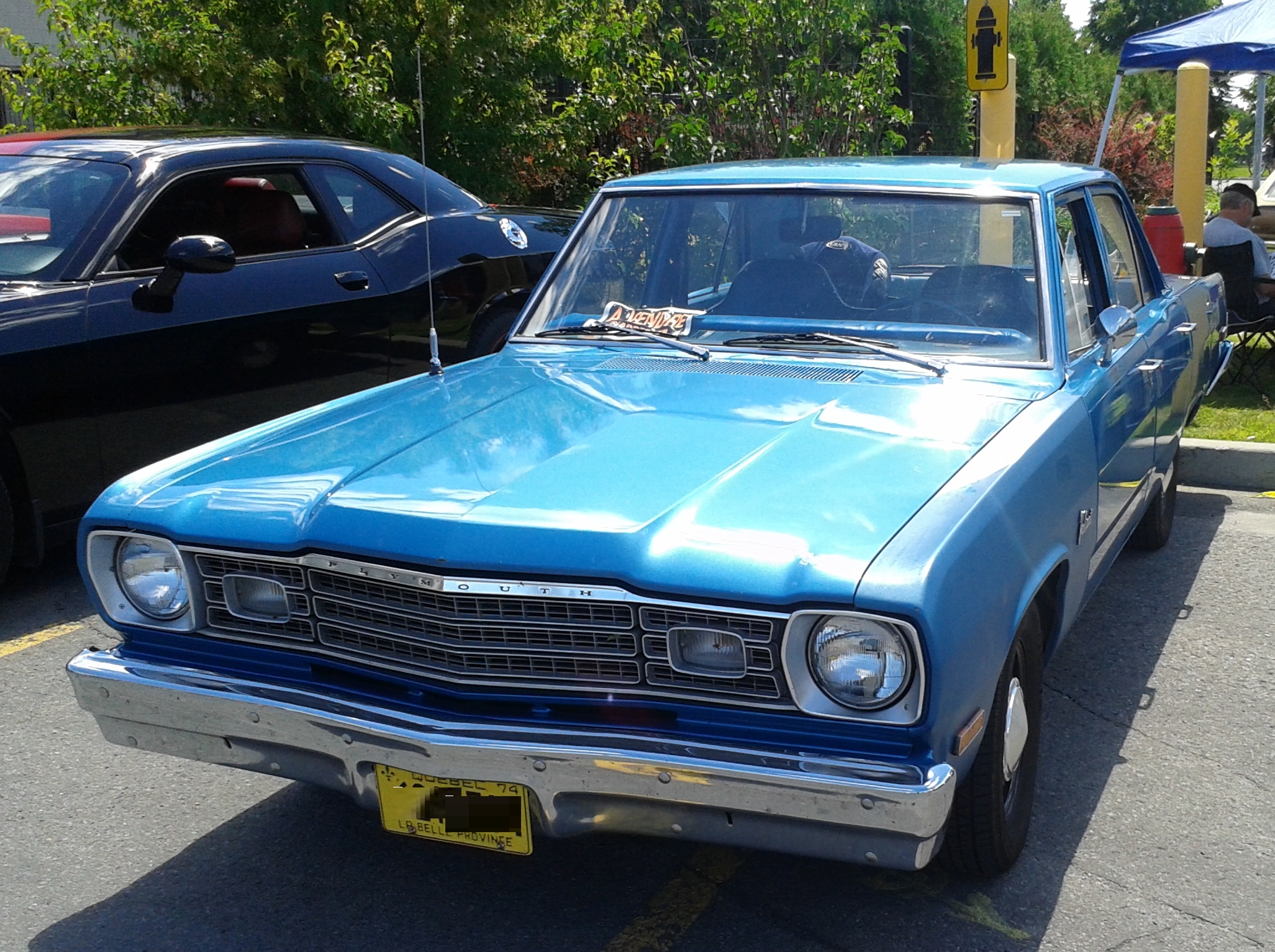
Plymouth Valiant 1974 quatrième génération
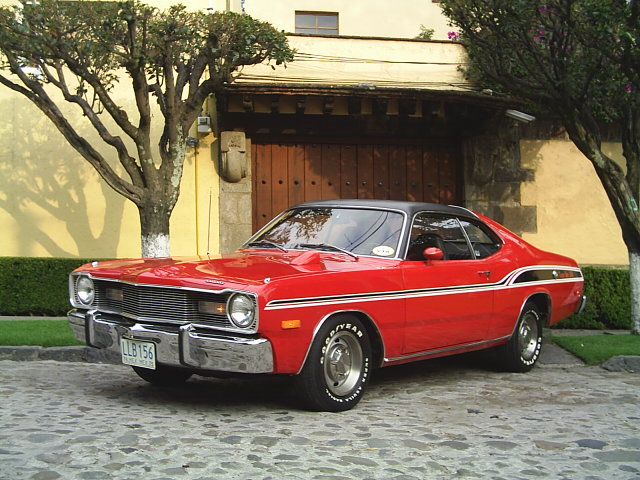
Valiant Super Bee 1975